# Cangur rata septentrional
El cangur rata septentrional (Bettongia tropica) és un petit marsupial potoròid restringit a algunes zones de boscos oberts d'eucaliptus i casuarines, al costat de selves pluvials de l'extrem nord-est de Queensland (Austràlia).